# Макарово (Васильевское сельское поселение)
Макарово — деревня в Солигаличском районе Костромской области. Входит в состав Солигаличского сельского поселения

## География
Находится в северо-западной части Костромской области на расстоянии приблизительно 25 км на север-северо-запад по прямой от города Солигалич, административного центра района.

## История
Деревня была отмечена еще на карте 1840 года. В XIX веке деревня входила сначала в Тотемский уезд Вологодской губернии, а потом в Солигаличский уезд Костромской губернии. В 1859 году здесь было отмечено 7 дворов, в 1907 году—13. До 2018 года входила в состав Васильевского сельского поселения до его упразднения.

## Население
Постоянное население составляло 42 человека (1859 год), 90 (1897), 90 (1907), 49 в 2002 году (русские 98 %), 19 в 2022.